# 白石興二郎
白石 興二郎（しらいし こうじろう、1946年（昭和21年）9月8日 - ）は、日本の新聞記者、実業家、外交官。読売新聞グループ本社代表取締役会長および読売新聞東京本社代表取締役会長・編集主幹、プロ野球読売巨人軍取締役オーナー、駐スイス兼リヒテンシュタイン大使を歴任した。富山県出身。

## 経歴
- 1969年（昭和44年） - 京都大学文学部卒業後、株式会社読売新聞社（現：読売新聞東京本社）に入社。正力松太郎と同じ富山県立高岡高等学校出身ということもあり、読売新聞一本での就職活動に臨んだ[2]。
- 読売新聞社で静岡支局、福島支局、郡山通信部、政治部記者、米国留学(ハーバード大学国際問題研究センター研究員)[3]などを経て、政治部次長、論説委員、メディア企画局次長を歴任。
- 2002年（平成14年） - 読売新聞東京本社執行役員・メディア戦略局長
- 2004年（平成16年） - 読売新聞東京本社取締役
- 2007年（平成19年） - 読売新聞東京本社常務・編集局長
- 2010年（平成22年） - 読売新聞東京本社専務、読売新聞グループ本社執行役員論説委員長
- 2011年（平成23年）
  - 読売新聞グループ本社代表取締役社長、読売新聞東京本社代表取締役社長・編集主幹。
  - 読売巨人軍オーナーを兼任。
- 2013年（平成25年） - 日本新聞協会会長
- 2015年（平成27年） - 読売新聞東京本社代表取締役会長[4]
- 2016年（平成28年）
  - 読売巨人軍オーナーを辞任[5]。
  - 読売新聞グループ本社代表取締役会長[6]
- 2019年（令和元年） - 日本政府より9月2日付にてスイス連邦駐箚日本国特命全権大使に発令された。これにより同年8月30日付で読売新聞グループの各役職を退任した[7]。10月15日付駐リヒテンシュタイン特命全権大使兼務[8]。マスコミ関係者が大学教授や評論家を経て大使に就任した例はあるが、直接大使に起用されるのは異例で、権力監視を担うメディアと政権の接近を懸念する声が識者から上がった[9]。
- 2022年（令和4年） - 11月25日、全権大使の辞職が閣議決定された。外務省関係者は辞職理由を「外部から起用した大使の任期は3年程度のため」と説明した[9]。

## 役職
- 読売新聞グループ本社および東京本社代表取締役会長・編集主幹
- 日本テレビ放送網監査役[10]
- 読売巨人軍取締役オーナー
- 日本放送協会中央放送番組審議委員会委員[11]
- 読売書法会会長[12]